# Saint-Gilles, Marne
Saint-Gilles är en kommun i departementet Marne i regionen Grand Est (tidigare regionen Champagne-Ardenne) i nordöstra Frankrike. Kommunen ligger i kantonen Fismes som tillhör arrondissementet Reims. År 2022 hade Saint-Gilles 274 invånare.

## Befolkningsutveckling
Antalet invånare i kommunen Saint-Gilles
| Referens: INSEE |